# 費希爾斯艾蘭 (紐約州)
費希爾斯艾蘭（英語：Fishers Island）是位於美國紐約州薩福克縣的普查規定居民點。

## 人口
根據2020年美國人口普查的數據，費希爾斯艾蘭的面積為12.86平方千米，當中陸地面積為10.50平方千米，而水域面積為2.36平方千米。當地共有人口424人，而人口密度為每平方千米32.97人。